# Sandbyskogens naturreservat
Sandbyskogens naturreservat är ett naturreservat i Tierps kommun i Uppsala län.
Området är naturskyddat sedan 2005 och är 17 hektar stort. Reservatet består av äldre lövrik barrskog samt sumpskog.